# Joura
Joura (o Jora) è una suddivisione dell'India, classificata come nagar panchayat, di 25.514 abitanti, situata nel distretto di Morena, nello stato federato del Madhya Pradesh. In base al numero di abitanti la città rientra nella classe III (da 20.000 a 49.999 persone).

## Geografia fisica
La città è situata a 26° 19' 60 N e 77° 49' 0 E e ha un'altitudine di 189 m s.l.m..

## Società

### Evoluzione demografica
Al censimento del 2001 la popolazione di Joura assommava a 25.514 persone, delle quali 13.808 maschi e 11.706 femmine. I bambini di età inferiore o uguale ai sei anni assommavano a 4.097, dei quali 2.186 maschi e 1.911 femmine. Infine, coloro che erano in grado di saper almeno leggere e scrivere erano 16.255, dei quali 10.192 maschi e 6.063 femmine.